# An Old Story with a New Ending
An Old Story with a New Ending é um filme mudo norte-americano de 1910, dirigido por D. W. Griffith. O filme foi produzido e distribuído por Biograph Company.